# Чкаловська (станція)
Чкаловська - залізнична станція хордової лінії Митищі - Фрязево Ярославського напрямку Московської залізниці. Розташована у місті Щолково Щолковського району Московської області. Входить до Московсько-Курського центру організації роботи залізничних станцій ДЦС-1 Московської дирекції управління рухом. За основним характером роботи є проміжною, за обсягом роботи віднесена до 3 класу.
З червня 2014 року обладнана турнікетами.
Час руху від Москва-Пасажирська-Ярославська - близько 1 години, від станції Фрязево - близько 40 хвилин.